# Nacaduba normani
Nacaduba normani är en fjärilsart som beskrevs av John Nevill Eliot 1969. Nacaduba normani ingår i släktet Nacaduba och familjen juvelvingar. Inga underarter finns listade i Catalogue of Life.